# 최희정 (정치인)
최희정(崔希貞, 1946년 10월 22일 ~ )은 조선민주주의인민공화국의 정치인이다. 조선로동당 과학교육부장이며, 당 중앙위 위원 조선로동당 중앙위원회 정치국 위원이다. 최고인민회의 제12기 대의원이다.

## 경력
1946년에 태어났다. 김책공업종합대학에서 금속가공공학을 전공했다. 1975년 3월 개성방직공장 3대혁명 소조원을 거쳐, 1993년 11월 과학원 기술공학연구소 급냉구조연구실장에 임명되었다. 1994년 2월, 국가과학기술위원장 그리고 5월에 조선과학기술총연맹 중앙위원장이 되었다. 같은 해 12월에는 인민대학습당 총장에 올랐다. 2002년 도서관협회 위원장을 거쳤고, 2007년 국가품질감독국 국장이 되었다.
1998년과 2003년 최고인민회의 제10기 및 11기 대의원을 각각 지냈으며, 2009년 제12기 대의원으로 선출되었다.
2009년 9월에 당 중앙위 과학교육부장, 이듬 해 9월 조선로동당 중앙위원회 위원에 각각 선임되었다.
2008년 10월의 박성철, 2010년 4월과 11월의 김중린과 조명록 사망 당시에 국가 장의위원회 위원을 맡았다.